# 大光路街道
大光路街道，是中国江苏省南京市秦淮区下属的一个街道办事处。面积2.48平方千米，人口56199人。北面毗邻瑞金路街道；东南面以月牙湖为界，毗邻光华路街道；西南面以秦淮河为界；西面以青溪为界，毗邻建康路街道和洪武路街道。该街道下辖7个社区：蓝旗新村社区、光华园社区、大光路社区、大阳沟社区、八宝前街社区、尚书村社区、象房新村社区，其中只有象房新村社区位于明城墙以外。